# Dieter Korczak
Dieter Korczak (* 1948) ist ein deutscher Soziologe und Sachbuchautor.
Dieter Korczak studierte an der Universität zu Köln und war ein Schüler des Kölner Soziologen René König. Nach dem Diplom 1973 („Dipl.-Volkswirt in sozialwissenschaftlicher Richtung“) promovierte Korczak 1978 an der Universität zu Köln zum Doktor der Soziologie und füllte Positionen u. a. bei Reemtsma, TNS Infratest und dem Forschungsinstitut für Soziologie der Universität Köln aus.
1985 gründete er in München gemeinsam mit der Psychologin Gabriela Pfefferkorn das sozialwissenschaftliche Institut für Grundlagen- und Programmforschung.
Korczak war langjähriger Vorsitzender (1997–2017) der Interdisziplinären Studiengesellschaft (ISG) in München. Er war als Gutachter am 1., 2. und 3. Armuts- und Reichtumsbericht der Bundesregierung beteiligt.
Am 2. November 2010 wurde er für zwei Jahre zum Präsidenten der European Society for Opinion and Marketing Research (ESOMAR) gewählt.
Seit 2021 ist er Präsident des European Consumer Debt Network (ecdn), seit 2022 ist er als Berater der Europäischen Union in der Financial Service User Group (FSUG) tätig.

## Veröffentlichungen (Auswahl)
- Neue Formen des Zusammenlebens. Fischer, Frankfurt 1979, ISBN 3-596-24016-6.
- Rückkehr in die Gemeinschaft. Kleine Netze als Lebensform. Fischer, Frankfurt 1983.
- Die betäubte Gesellschaft. (Hrsg.) Fischer, Frankfurt 1986, ISBN 3-596-24266-5.
- Gesundheit in Gefahr. (Mit Ulrich Wemmer) Fischer, Frankfurt 1993, ISBN 3-596-10511-0.
- Lebensqualität-Atlas Umwelt, Kultur, Wohlstand, Versorgung, Sicherheit und Gesundheit in Deutschland. Westdeutscher Verlag, Opladen 1995, ISBN 3-531-12814-0.
- Rummel, Ritus, Religion. (Hrsg. mit Hartmut Rosenau) 2003, ISBN 3-7887-1989-3.
- Geld und andere Leidenschaften. (Hrsg.) 2005, ISBN 3-89334-456-X.
- Zukunftspotentiale der Nanotechnologien. (Hrsg. mit Anton Lerf) 2007, ISBN 978-3-89334-480-2.
- Sinti und Roma in der Stadt Bernau bei Berlin. Bernau 2018.[2]
- Digitale Heilsversprechen. Zur Ambivalenz von Gesundheit, Algorithmen und Big Data. (Hrsg.) Mabuse, Frankfurt 2020, ISBN 978-3-86321-544-6.